# Associação Cultural Moinho da Juventude
A Associação Cultural Moinho da Juventude é um projecto comunitário sediado no Alto da Cova da Moura na Amadora, Portugal.

## Origem
Nos primeiros anos da década de 80 deu-se início a um trabalho informal de luta pelo saneamento básico, organização de mulheres e animação cultural de crianças, assumindo-se posteriormente como um projecto comunitário que levaria ao aparecimento da Associação Cultural Moinho da Juventude, surgida do esforço colectivo dos moradores da Cova da Moura, com o objectivo de superarem as dificuldades que encontravam na sua comunidade, vindo a ser constituída oficialmente por escritura pública em 1987 (In site oficial).

## Objectivos
A associação tem como objectivos ajudar todas as pessoas com dificuldades de integração no Bairro, fornecendo serviços que vão do acompanhamento aos pais na educação e nos cuidados a ter com os seus filhos, a actividades de tempos livres para crianças entre os 6 e os 12 anos.

## Prémios
A associação recebeu o Prémio Direitos Humanos, atribuído pela Assembleia da República, por decisão de um júri constituído no âmbito da Comissão de Assuntos Constitucionais, Direitos, Liberdades e Garantias da Assembleia da República.